# Winter-Paralympics 2022/Teilnehmer (Kasachstan)
| stlisierte Goldmedaille | stlisierte Silbermedaille | stlisierte Bronzemedaille |
| ----------------------- | ------------------------- | ------------------------- |
| —                       | —                         | 1                         |

Die Kasachstan nahm an den Winter-Paralympics 2022 in Peking vom 4. bis 13. März 2022 teil.